# Oscar de melhor edição de som
O Oscar de Melhor Edição de Som (Brasil) ou Óscar de Melhor Montagem de Som (Portugal) (no original em inglês Academy Award for Best Sound Editing) era entregue anualmente pela Academia de Artes e Ciências Cinematográficas para a melhor realização em edição de som e desenho de som em um filme. O prêmio era normalmente entregue ao(s) supervisor(es) de edição de som do filme, em alguns casos acompanhado pelos desenhistas sonoros. A categoria de Melhor Edição de Som foi fundida com a categoria de Melhor Mixagem de Som como um único prêmio de Melhor Som.

## Vencedores e indicados

### Década de 1960
- 1964: It's a Mad, Mad, Mad, Mad World – Walter Elliott
  - A Gathering of Eagles – Robert Bratton
- 1965: Goldfinger – Norman Wanstall
  - The Lively Set – Robert Bratton
- 1966: The Great Race – Treg Brown
  - Von Ryan's Express – Walter Rossi
- 1967: Grand Prix – Gordon Daniel
  - Fantastic Voyage – Walter Rossi
- 1968: The Dirty Dozen – John Poyner
  - In the Heat of the Night – James Richard

### Década de 1970
- 1976: The Hindenburg – Peter Berkos (Prêmio de Realização Especial)
- 1978: Close Encounters of the Third Kind – Frank Warner (Prêmio de Realização Especial)
Star Wars – Ben Burtt (Prêmio de Realização Especial)

### Década de 1980
- 1980: The Black Stallion – Alan Splet (Prêmio de Realização Especial)
- 1982: Raiders of the Lost Ark – Richard Anderson e Ben Burtt (Prêmio de Realização Especial)
- 1983: E.T. the Extra-Terrestrial – Ben Burtt e Charles Campbell
  - Das Boot – Mike Le Mare
  - Poltergeist – Richard Anderson e Stephen Hunter Flick
- 1984: The Right Stuff – Jay Boekelheide
  - Star Wars Episode VI: Return of the Jedi – Ben Burtt
- 1985: The River – Kay Rose (Prêmio de Realização Especial)
- 1986: Back to the Future – Charles Campbell e Robert Rutledge
  - Ladyhawke – Bob Henderson e Alan Robert Murray
  - Rambo: First Blood Part II – Frederick Brown
- 1987: Aliens – Don Sharpe
  - Star Trek IV: The Voyage Home – Mark Mangini
  - Top Gun – Cecelia Hall e George Watters
- 1988: RoboCop – Stephen Hunter Flick e John Pospisil (Prêmio de Realização Especial)
- 1989: Who Framed Roger Rabbit – Charles Campbell e Louis Edemann
  - Die Hard – Stephen Hunter Flick e Richard Shorr
  - Willow – Ben Burtt e Richard Hymns

### Década de 1990
| - 1990: Indiana Jones and the Last Crusade – Ben Burtt e Richard Hymns - Black Rain – Milton Burrow e William Manger - Lethal Weapon 2 – Robert Henderson e Alan Robert Murray - 1991: The Hunt for Red October – Cecelia Hall e George Watters - Flatliners – Charles Campbell e Richard Franklin - Total Recall – Stephen Hunter Flick - 1992: Terminator 2: Judgment Day – Gloria Borders e Gary Rydstrom - Backdraft – Richard Hymns e Gary Rydstrom - Star Trek VI: The Undiscovered Country – F. Hudson Miller e George Watters - 1993: Bram Stoker's Dracula – Tom McCarthy e David Stone - Aladdin – Mark Mangini - Under Siege – John Leveque e Bruce Stambler - 1994: Jurassic Park – Richard Hymns e Gary Rydstrom - Cliffhanger – Gregg Baxter e Wylie Stateman - The Fugitive – John Leveque e Bruce Stambler | - 1995: Speed – Stephen Hunter Flick - Clear and Present Danger – John Leveque e Bruce Stambler - Forrest Gump – Gloria Borders e Randy Thom - 1996: Braveheart – Lon Bender e Per Hallberg - Batman Forever – John Leveque e Bruce Stambler - Crimson Tide – George Watters - 1997: The Ghost and the Darkness – Bruce Stambler - Daylight – Richard Anderson e David Whittaker - Eraser – Bub Asman e Alan Robert Murray - 1998: Titanic – Christopher Boyes e Tom Bellfort - Face/Off – Per Hallberg e Mark Stoeckinger - The Fifth Element – Mark Mangini - 1999: Saving Private Ryan – Richard Hymns e Gary Rydstrom - Armageddon – George Watters - The Mask of Zorro – David McMoyler |

### Década de 2000
| - 2000: The Matrix – Dane Davis - Fight Club – Richard Hymns e Ren Klyce - Star Wars Episode I: The Phantom Menace – Tom Bellfort e Ben Burtt - 2001: U-571 – Jon Johnson - Space Cowboys – Bub Asman e Alan Robert Murray - 2002: Pearl Harbor – Christopher Boyes e George Watters - Monsters, Inc. – Gary Rydstrom e Michael Silvers - 2003: The Lord of the Rings: The Two Towers – Mike Hopkins e Ethan Van der Ryn - Minority Report – Richard Hymns e Gary Rydstrom - Road to Perdition – Scott Hecker - 2004: Master and Commander: The Far Side of the World – Richard King - Finding Nemo – Gary Rydstrom e Michael Silvers - Pirates of the Caribbean: The Curse of the Black Pearl – Christopher Boyes e George Watters - 2005: The Incredibles – Michael Silvers e Randy Thom - The Polar Express – Dennis Leonard e Randy Thom - Spider-Man 2 – Paul N. J. Ottosson | - 2006: King Kong – Mike Hopkins e Ethan Van der Ryn - War of the Worlds – Richard King - Memoirs of a Geisha – Wylie Stateman - 2007: Letters from Iwo Jima – Bub Asman e Alan Robert Murray - Apocalypto – Kami Asgar e Sean McCormack - Blood Diamond – Lon Bender - Flags of Our Fathers – Bub Asman e Alan Robert Murray - Pirates of the Caribbean: Dead Man's Chest – Christopher Boyes e George Watters - 2008: The Bourne Ultimatum – Karen Baker Landers e Per Hallberg - No Country for Old Men – Skip Lievsay - Ratatouille – Michael Silvers e Randy Thom - There Will Be Blood – Christopher Scarabosio e Matthew Wood - Transformers – Mike Hopkins e Ethan Van der Ryn - 2009: The Dark Knight – Richard King - Iron Man – Christopher Boyes e Frank Eulner - Slumdog Millionaire – Tom Sayers - WALL·E – Ben Burtt e Matthew Wood - Wanted – Wylie Stateman |

### Década de 2010
| - 2010: The Hurt Locker – Paul N. J. Ottosson - Avatar – Christopher Boyes e Gwendolyn Yates Whittle - Inglourious Bastards – Wylie Stateman - Star Trek – Alan Rankin e Mark Stoeckinger - Up – Tom Myers e Michael Silvers - 2011: Inception – Richard King - Toy Story 3 – Tom Myers e Michael Silvers - Tron: Legacy – Addison Teague e Gwendolyn Yates Whittle - True Grit – Craig Berkey e Skip Lievsay - Unstoppable – Mark Stoeckinger - 2012: Hugo – Eugene Gearty e Philip Stockton - Drive – Lon Bender e Victor Ray Ennis - The Girl with the Dragon Tattoo – Ren Klyce - Transformers: Dark of the Moon – Erik Aadahl e Ethan Van der Ryn - War Horse – Richard Hymns e Gary Rydstrom - 2013: Skyfall – Karen Baker Landers e Per Hallberg (empate) Zero Dark Thirty – Paul N. J. Ottosson (empate) - Argo – Erik Aadahl e Ethan Van der Ryn - Django Unchained – Wylie Stateman - Life of Pi – Eugene Gearty e Philip Stockton - 2014: Gravity – Glenn Freemantle - All Is Lost – Steve Boeddeker e Richard Hymns - Captain Phillips – Oliver Tarney - The Hobbit: The Desolation of Smaug – Brent Burge - Lone Survivor – Wylie Stateman | - 2015: American Sniper – Bub Asman e Alan Robert Murray - Birdman – Aaron Glascock e Martin Hernández - The Hobbit: The Battle of the Five Armies – Brent Burge e Jason Canovas - Interstellar – Richard King - Unbroken – Andrew DeCristofaro e Becky Sullivan - 2016: Mad Max: Fury Road – Mark Mangini e David White - The Martian – Oliver Tarney - Sicario – Alan Robert Murray - Star Wars: The Force Awakens – David Acord e Matthew Wood - The Revenant – Lon Bender e Martin Hernandez - 2017: Arrival – Sylvain Bellemare - Deepwater Horizon – Wylie Stateman e Renée Tondelli - Hacksaw Ridge – Robert Mackenzie e Andy Wright - La La Land – Ai-Ling Lee e Mildred Iatrou Morgan - Sully – Alan Robert Murray e Bub Asman - 2018: Dunkirk – Richard King e Alex Gibson - Baby Driver – Julian Slater - Blade Runner 2049 – Mark Mangini e Theo Green - The Shape of Water – Nathan Robitaille e Nelson Ferreira - Star Wars: The Last Jedi – Matthew Wood e Ren Klyce - 2019: Bohemian Rhapsody – John Warhurst e Nina Hartstone - A Quiet Place – Erik Aadahl e Ethan Van der Ryn - Black Panther – Ben Burtt e Steve Boeddeker - First Man – Mildred Iatrou Morgan e Ai-Ling Lee - Roma – Sergio Díaz e Skip Lievsay |

### Década de 2020
- 2020: Ford v Ferrari – Donald Sylvester
  - 1917 – Oliver Tarney e Rachael Tate
  - Joker – Alan Robert Murray
  - Once Upon a Time in Hollywood – Wylie Stateman
  - Star Wars: The Rise of Skywalker – Matthew Wood e David Acord